# Конквест, Роберт
Джордж Роберт Акворт Конквест (англ. George Robert Acworth Conquest; 1917—2015) — англо-американский историк и писатель, специалист по истории СССР. Получил известность после публикации в 1968 году книги «Большой террор» — исследования массового террора в СССР 1930-х годов. Также известен как исследователь голодомора на Украине.

## Биография
Родился 15 июля 1917 года в Молверне (графство Вустершир) в семье американского бизнесмена и норвежки. Учился в Винчестерском колледже, университете Гренобля и колледже святой Магдалены в Оксфордском университете, где был стипендиатом по современной истории, получил степени бакалавра и магистра по философии, политике и экономике и докторскую степень по советской истории.
В 1937 году, после года обучения в университете Гренобля и путешествия в Болгарию, Конквест вернулся в Оксфорд и вступил в Коммунистическую партию.
С началом Второй мировой войны вступил в пехотный полк, где был зачислен в отделение разведки. В 1940 году женился на Джоан Уоткинс, от которой имел двух сыновей. В 1942 году был отправлен в Школу славянских и восточноевропейских исследований, где изучал болгарский язык в течение четырёх месяцев.
В 1944 году Конквест был направлен в Болгарию связным в силы болгарского сопротивления, сотрудничавшего с СССР. Там он встретил Татьяну Михайлову, которая впоследствии стала его второй женой. В конце войны был переведён на дипломатическую службу и работал пресс-атташе в британском посольстве в Софии. Конквест стал свидетелем постепенного усиления советского влияния в стране. Покинул Болгарию в 1948 году и помог Татьяне бежать на Запад. Вернувшись в Лондон, он развёлся с первой женой и женился на Татьяне.
До 1956 года Конквест работал в Департаменте информационных исследований, специальным секретном подразделении Форин-офиса, созданном для борьбы с советской пропагандой. В 1956 году покинул отдел и стал свободным писателем и историком. Некоторые из его книг частично распространялись через Praeger Press — американскую компанию, опубликовавшую ряд книг по запросу ЦРУ. В 1962—1963 годах был литературным редактором журнала Spectator, но ушёл в отставку, когда обнаружил, что эта работа мешала его историческим исследованиям. Первые книги Конквеста — «Власть и политика в СССР» (англ. Power and Politics in the USSR) и «Советские депортации народов» (англ. Soviet Deportation of Nationalities) были опубликованы в 1960 году. Среди других его ранних работ о Советском Союзе были «Советская национальная политика на практике» (англ. Soviet Nationalities Policy in Practice), «Промышленные рабочие в СССР» (англ. Industrial Workers in the USSR), «Правосудие и правовая система в СССР» (англ. Justice and the Legal System in the USSR) и «Работники сельского хозяйства в СССР» (англ. Agricultural Workers in the USSR). С 1981 года жил в США.
В 1962 году Конквест развёлся со второй женой, а в 1964 году женился на Керолин Макфарлейн. Этот брак был расторгнут в 1978 году, а в 1979 году Конквест женился на преподавательнице английского Элизабет Нис Уингейт. В 1981 году Конквест переехал в Калифорнию, чтобы занять должность в Гуверовском институте при Стэнфордском университете.

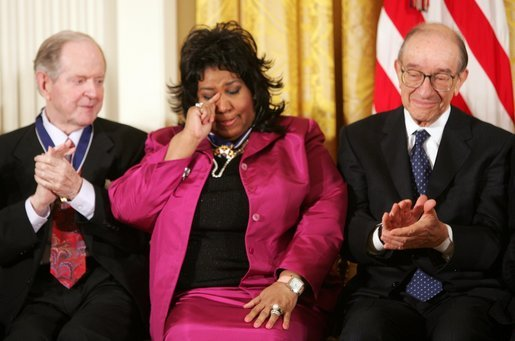
Конквест (слева), Арета Франклин и Алан Гринспен после награждения Президентской медалью Свободы 9 ноября 2005 года в Белом доме

В 1984 году президент США Рональд Рейган поручил Конквесту написать материал для его президентской кампании, чтобы «подготовить американский народ к советскому вторжению». Текст получил название «Что делать, когда придут русские? Руководство по выживанию».
В последние годы жизни Конквест был старшим научным сотрудником и научным куратором Коллекции России и Содружества Независимых Государств в Гуверовском институте. Он также являлтся адъюнктом Центра стратегических и международных исследований в Вашингтоне. Был научным сотрудником Украинского научного института Гарвардского университета. Член правления Института европейских оборонных и стратегических исследований, членом Британского межпланетного общества, член Общества содействия романистики и членом Американской ассоциации содействия развитию славистики.
В 1994 году он был избран членом-корреспондентом Британской академии. В 1993 году Национальный фонд по гуманитарным наукам избрал его прочитать Джефферсоновскую лекцию.
Конквест также известен как поэт. Он издал шесть сборников стихов и один литературной критики, редактировал антологии «Новые линии» (англ. New Lines) и опубликовал стихотворный перевод «Прусских ночей» А. И. Солженицына. В 1997 году получил премию Американской академии искусств и литературы. Он являлся членом Королевского литературного общества и Американской академии искусств и наук. Часто публиковался в «Нью-Йорк ревью оф букс», «Таймс литерари саплимент» и других журналах.
Умер 3 августа 2015 года в Пало-Алто (Калифорния, США).

## Труды по истории

### «Большой террор»
В 1968 году Конквест опубликовал самую известную из своих работ — «Большой террор: Сталинские чистки 30-х», первое детальное исследование периода Ежовщины в СССР, получившей своё распространённое именование по названию этой книги. Работа была основана главным образом на информации, обнародованной (официально или отдельными людьми) во время так называемой «хрущёвской оттепели», в ней также была учтена информация советских эмигрантов и изгнанников, начиная с 1930-х годов, анализ официальных советских документов, таких как переписи в СССР.
Самым важным аспектом книги было то, что она расширила понимание чисток[уточнить] за узкие рамки «московских процессов» опальных лидеров Коммунистической партии Советского Союза, таких как Николай Бухарин и Григорий Зиновьев, которые были казнены после показательных процессов. Вопрос о том, почему эти лидеры признались в совершении различных преступлений в ходе судебных разбирательств, стал темой обсуждения для ряда западных писателей, и лёг в основу таких книг, как «Слепящая тьма» Артура Кёстлера (1941) и «1984» Дж. Оруэлла (1949).
Конквест заявил, что судебные процессы и казни этих бывших коммунистических лидеров были незначительными деталями чисток. По его оценкам, сталинский голод и чистки привели к гибели 20 миллионов человек. В других исследованиях назывались числа больше и меньше — например, по архивным и демографическим свидетельствам, собранным Алеком Ноувом, в 1930-х годах было 10—11 миллионов случаев смерти, а, согласно Норману Дэвису, это число может составлять до 50 миллионов за весь сталинский период. В предисловии к юбилейному изданию «Большого террора» в 2007 году Конквест заявил:
Точное число, возможно, никогда нельзя будет назвать с полной уверенностью, но общее число смертей, вызванных целым рядом ужасов советского режима, вряд ли может быть ниже, чем пятнадцать миллионов.
Конквест критиковал западных интеллектуалов за «слепость» по отношению к Советскому Союзу, и утверждал, что сталинизм был логическим следствием марксизма-ленинизма, а не отклонением от «истинного» коммунизма. Конквест не согласился с утверждением Никиты Хрущёва, поддержанным многими западными левыми, о том, что Иосиф Сталин и его чистки были отклонением от идеалов «революции» и противоречили принципам ленинизма. Конквест утверждал, что сталинизм был закономерным следствием системы, созданной Владимиром Лениным, хотя он признал, что личные черты характера Сталина повлияли на определённые ужасы конца 1930-х. Нил Ашерсон отметил: «Каждый человек к тому времени мог согласиться, что Сталин был очень злым человеком, но мы всё ещё хотели верить в Ленина; а Конквест сказал, что Ленин был таким же плохим, и что Сталин просто придерживался ленинской программы».
Конквест обвинял таких фигур, как Беатрису и Сиднея Уэббов, Джорджа Бернарда Шоу, Жан-Поля Сартра, Уолтера Дюранти, сэра Бернарди Пэрса, Гарольда Ласки, Дениса Ноуэлла Притта, Теодора Драйзера, Бертольда Брехта и Ромена Роллана в том, что они были апологетами сталинизма.
После эпохи гласности 1980-х годов, когда из советских архивов было опубликовано намного больше информации, Конквест заявил, что новая информация подтверждает его утверждения. Когда издатель Конквеста попросил его расширить и проверить «Большой террор», Конквест предложил назвать новую версию книги «Я же вам говорил, чёртовы глупцы» (англ. I Told You So, You Fucking Fools). В конечном счёте, к названию переиздания 1990 года было добавлено слово «Переоценка». Однако, некоторые критики утверждали, что результаты изучения архивов после распада СССР в 1991 году подвергают сомнению многие утверждения Конквеста, такие как сроки приговоров, «политические» критерии для заключённых, этнический состав и общее количество заключённых.

### Другие работы
В начале 1970-х годов обратился к вопросу принудительных переселений в СССР. Как отмечают, приводимые им данные по депортациям крестьянства к концу 1930-х годов оказались преувеличены в пять раз.
В 1986 году Конквест опубликовал книгу «Жатва скорби: советская коллективизация и террор голодом» (англ. The Harvest of Sorrow: Soviet Collectivisation and the Terror-Famine), посвящённую голоду на Украине и в других частях СССР, который, как утверждают некоторые источники, был связан с коллективизацией сельского хозяйства под руководством Сталина в 1929—1931 годах, и во время которого миллионы крестьян погибли от голода, депортаций в трудовые лагеря и казней. В этой книге Конквест ещё больше раскритиковал западных левых интеллектуалов, обвинив их в отрицании масштабов голода и назвав их взгляды «интеллектуальным и моральным позором». Историк В. П. Данилов, исследовав оценки Р. Конквеста количества жертв от голода, пришёл к выводу, что они преувеличены.
Одной из последних работ Конквеста была «Размышления об истерзанном столетии» (англ. Reflections on a Ravaged Century), опубликованная в 1999 году. В ней он описывает привлекательность тоталитарного образа мышления для многих западных интеллектуалов.
В дополнение к своей научной работе, Конквест был главной фигурой видного литературного движения в Великобритании, известного как «Движение» (англ. The Movement).

## Награды и премии
- Государственная премия Украины имени Тараса Шевченко (2 марта 1994) — за книгу «Жатва скорби»[30]
- орден князя Ярослава Мудрого V степени (26 ноября 2005, Украина) — за весомый личный вклад в исследование голодоморов в Украине, привлечение внимания международного сообщества к признанию Голодомора 1932-1933 годов актом геноцида украинского народа, активную общественную деятельность по чествованию памяти жертв трагедии[31]
- президентская медаль Свободы (2005, США)
- Кавалер ордена Святого Михаила и Святого Георгия (1996, Великобритания)
- Офицер ордена Британской империи (1955, Великобритания)
- Командор ордена Заслуг перед Республикой Польша (2009, Польша)
- Орден Креста земли Марии 2 класса (6 февраля 2008, Эстония)[32]
- премия Ричарда Уивера
- премия Алексиса Токвиля
- премия фонда Антоновичей (1987)

### Исторические и политологические труды
- Common Sense About Russia (1960)
- Power and Policy in the USSR (1961)
- The Soviet Deportation of Nationalities (1960)
- Courage of Genius: The Pasternak Affair (1961)
- Russia After Khruschev (1965)
- The Politics of Ideas in the U.S.S.R. (1967)
- Industrial Workers in the U.S.S.R. (1967)
- Religion in the U.S.S.R. (1968)
- The Soviet political system (1968)
- Justice and the legal system in the U.S.S.R. (1968)
- The Great Terror: Stalin’s Purge of the Thirties (1968)
- The Great Terror: A Reassessment (1990)
- The Great Terror: 40th Anniversary Edition (2008)
- Where Marx Went Wrong (1970)
- The Nation Killers (1970)
- The Human Cost of Soviet Communism (Prepared for the Subcommittee to Investigate the Administration of the Internal Security Act and Other Internal Security Laws, of the Committee on the Judiciary, United States Senate, 1970)
- Lenin (1972)
- The Russian tradition (with Tibor Szamuely, 1974)
- Kolyma: The Arctic Death Camps (1978)
- Present Danger: Towards a Foreign Policy (1979)
- We and They: Civic and Despotic Cultures (1980)
- The Man-made Famine in Ukraine (with James Mace, Michael Novak and Dana Dalrymple, 1984)
- What to Do When the Russians Come: A Survivor’s Guide (with Jon Manchip White, 1984)
- Inside Stalin’s Secret Police: NKVD Politics, 1936—1939 (1985)
- The Harvest of Sorrow: Soviet Collectivization and the Terror-Famine (1986)
- The Last empire: nationality and the Soviet future (1986)
- Tyrants and Typewriters: Communiques in the Struggle for Truth (1989)
- Stalin and the Kirov Murder (1989)
- Stalin: Breaker of Nations (1991)
- History, Humanity, and Truth (1993)
- Reflections on a Ravaged Century (1999)
- The Dragons of Expectation: Reality and Delusion in the Course of History, W. W. Norton & Company (2004), ISBN 0-393-05933-2

### Поэзия
- Poems (1956)
- Back to Life: Poems from behind the Iron Curtain as translator/editor (1958)
- Between Mars and Venus (1962)
- Arias from a Love Opera, and Other Poems (1969)
- Forays (1979)
- New and Collected Poems (1988)
- Demons Don’t (1999)
- Penultimata (2009)
- A Garden of Erses [limericks, as Jeff Chaucer] (2010)
- Blokelore and Blokesongs (2012)

### Романы
- A World of Difference (1955)
- The Egyptologists (соавтор Kingsley Amis, 1965)

### Критика
- The Abomination of Moab (1979)

### Переведённые на русский язык
Жатва скорби. Советская коллективизация и террор голодом — Лондон: OPI, 1988. — 621 с.